# 天国の口、終りの楽園。
『天国の口、終りの楽園。』（てんごくのくち おわりのらくえん、原題: Y tu mamá también）は、アルフォンソ・キュアロン監督による2001年公開のメキシコの映画。原題はスペイン語で「お前のママとも」の意（英語に訳すと「And your mother, too」）。

## 概要
憂いを帯びた大人の女性に性の手ほどきを受けながら旅をし、少年期の終わりを迎える若者たちの姿を描くロードムービー。本国メキシコでは鑑賞に年齢制限があったものの、上位をほとんど外国映画が占める同国において2001年度の国内興行収入ナンバーワンを記録した。
登場人物たちはメキシコシティからプエブラ、オアハカを経てカリブ海沿岸のカカデュタまでをドライブする。道中の庶民的なレストラン、安ホテルなどさりげない風景を通じてメキシコの雰囲気を活き活きと描く。また、燦々と輝く太陽のなか最初は楽天的な雰囲気にあふれていながら、次第にやるせない雰囲気が満ちてゆく。

## ストーリー
フリオとテノッチは高校を卒業したばかりの17歳。各々のガールフレンドがヨーロッパへのバカンスでいなくなり、性欲を持て余していた。テノッチが有力政治家の息子ということもあり、財布に余裕がある2人は友人たちとパーティーを開いては酒やマリファナ三昧で遊び呆けていた。ある夏の日、2人はテノッチの親戚の結婚式で、彼の従兄弟の妻である美しいスペイン人女性ルイサに出会う。彼女の気を引くために口から出まかせで言った「天国の口（Boca del cielo）」というビーチの話を最初は鼻であしらうルイサ。しかし、彼女の夫が突然、電話で不倫していたことを告白、ルイサはショックを受け泣き崩れる。そして2人に「天国の口」へ連れて行くように頼む。かくして3人は車で出発、道中身体を重ね、夜は馬鹿騒ぎし、些細な事で互いの秘密がバレて喧嘩になりつつ、夏のメキシコを走り抜ける。果たして「天国の口」は見つかるのだろうか…。

## キャスト
| 役名                                       | 俳優                                         | 日本語吹替 |
| ------------------------------------------ | -------------------------------------------- | ---------- |
| フリオ・サパタ                             | ガエル・ガルシア・ベルナル                   | 高木渉     |
| テノッチ・イトゥルビデ                     | ディエゴ・ルナ                               | 猪野学     |
| ルイサ・コルテス                           | マリベル・ベルドゥ                           | 唐沢潤     |
| アレハンドロ・"ハノ"・モンテス・デ・オカ   | フアン・カルロス・レモリーナ                 |            |
| アナ・モレロス                             | アナ・ロペス・メルカド                       | 小池亜希子 |
| マリア・エウヘニア・カジェス・デ・ウエルタ | ヴェロニカ・ランガー                         | 竹口安芸子 |
| セシリア・ウエルタ                         | マリア・アウラ                               | 寺田はるひ |
| エステバン                                 | アルトゥーロ・リオス                         | 楠見尚己   |
| ナレーション                               | ダニエル・ヒメネス・カチョ（クレジットなし） |            |

## 受賞
- 第58回（2001年）ヴェネツィア国際映画祭
  - 最優秀脚本賞
  - マルチェロ・マストロヤンニ賞（最優秀新人賞）＝ガエル・ガルシア・ベルナル、ディエゴ・ルナ（両名受賞）